# Evolvulus weberbaueri
Evolvulus weberbaueri är en vindeväxtart som beskrevs av Helwig. Evolvulus weberbaueri ingår i släktet Evolvulus och familjen vindeväxter. Inga underarter finns listade i Catalogue of Life.